# ペ・ソンウ (俳優)
ペ・ソンウ（朝: 배성우、1972年11月21日 - ）は、韓国の俳優。アーティストカンパニー所属。

## 出演作品

### 映画
- 出勤時間（2003年）
- ミスにんじん（2008年） - 皮膚科の医者 役
- ミス・ギャングスター（2010年） - ヨンヒの息子 役 ※友情出演
- ビー・デビル（2010年） - チョルジョン 役
- 裏切りの陰謀（2011年） - メン社長 役
- 依頼人（2011年） - パク検事 役
- カウントダウン（2011年） - アン博士 役
- 今日何する?（2011年）
- 殺人の告白（2012年） - グァンス 役
- 未熟な犯罪者（2012年） - ソウル保護観察所主務官
- 愛の妙薬（2012年） - オ・ヨンソク 役
- 男子取扱説明書（2013年） - チン代表 役
- パパロッティ（2013年） - ギョンチャン 役
- ある母の復讐（2013年） - 夫 役
- マイラティマ（2013年） - 職業紹介事業者1 役
- 夜の女王（2013年） - セキュリティチーム長 役 ※特別出演
- マルティニークからの祈り（2013年） - チュ課長 役
- ハート泥棒を捕まえろ!（2013年） - パク刑事 役
- I'd like to take a trip with your wife（2013年） - ペ・ソンウ 役
- その怪物（2014年） - ソンムン 役
- 保護者（2014年） - ソンヒョク 役
- 情愛中毒（2014年） - チョ・ハクス 役
- 神の一手（2014年） - 麻雀男 役 ※特別出演
- 私の愛、私の花嫁（2014年） - ダルス 役
- 22年目の記憶（2014年） - ペク社長 役
- ビッグマッチ（2014年） - 斧 役
- 尚衣院-サンイウォン-（2014年） - ジェジョ 役
- ワーキングガール（2015年） - ソク・スボム 役
- ベテラン（2015年） - 中古車販売業カン社長 役
- ビューティー・インサイド（2015年） - キム・ウジン 役
- オフィス 檻の中の群狼（2015年） - キム・ビョングク 役
- リバイバル 妻は二度殺される（2015年） - ト・ジェヒョン 役
- 造られた殺人（2015年） - オ班長 役
- インサイダーズ/内部者たち（2015年） - パク・ジョンパル 役
- 恋するインターン〜現場からは以上です!〜（2015年） - ソヌ 役
- 私を忘れないで（2016年） - オ・クォンホ 役
- 奴隷の島、消えた人々（2016年） - サンホ 役
- Unconfessional（2016年） - ビョンチョン 役
- もっと猟奇的な彼女（2016年） - ヨンソプ 役
- 大好きだから（2016年） - アン・ヨドン 役
- ザ・キング（2017年） - ヤン・ドンチョル 役
- スウィンダラーズ（2017年） - コ・ソクドン 役
- 安市城 グレート・バトル（2018年） - チュ・スジ 役
- メタモルフォーゼ/変身（2019年） - パク・ジュンス 役
- 藁にもすがる獣たち（2020年） - ジュンマン 役
- 女タチャ（2021年） - 父 役
- ボストン1947（2023年） - ナム・スンリョン 役

### ドラマ
- 漢城別曲（2007年、KBS） - カン・ドスル 役
- 大王世宗（2008年、KBS） - ピョン・ドジョン 役
- 熱血商売人（2009年、KBS） - クォン・ビョンギ 役
- トンイ（2010年、MBC） - カン・ジョンヒョク 役
- あなたしか愛せない（2012年-2013年、SBS） - ハン代表 役
- ガラスの監獄（2012年、KBS） - チョ・テソク 役
- 恋愛操作団: シラノ（2013年、tvN） - イ・ミンシク 役
- 幽霊が見える刑事チョヨン（2014年、OCN） - チャン・チョルホ 役
- ライブ〜君こそが生きる理由〜（2018年、tvN） - オ・ヤンチョン 役
- 熱血弁護士 パク・テヨン 〜飛べ、小川の竜〜（2020年、SBS） - パク・サムス 役
- The 8 Show ～極限のマネーショー～（2024年、Netflix） - サングク 役

## 受賞歴

### 2016年
- 第7回今年の映画賞 今年の発見賞（『オフィス 檻の中の群狼』）

### 2017年
- 第54回大鐘賞映画祭 男優助演賞（『ザ・キング』）

### 2018年
- 第5回韓国映画製作者協会賞 男優助演賞（『安市城 グレート・バトル』）